# Sen'Derrick Marks
Sen'Derrick Marks (Mobile, 23 febbraio 1987) è un giocatore di football americano statunitense che gioca nel ruolo di defensive tackle per i Jacksonville Jaguars della National Football League (NFL). Fu scelto nel corso del secondo giro (62º assoluto) del Draft NFL 2009 dai Tennessee Titans. Al college ha giocato a football a Auburn.

## Carriera professionistica

### Tennessee Titans
Marks fu scelto nel corso del secondo giro del Draft 2009 dai Tennessee Titans. Vi giocò per quattro stagioni, di cui l'ultima, quella del 2012, come titolare, in cui terminò con un primato personale di 41 tackle.

### Jacksonville Jaguars
Il 2 aprile 2013, Marks firmò con i Jacksonville Jaguars. Nella sua prima stagione in Florida stabilì i nuovi record in carriera per sack (4,0), passaggi deviati (8) e fumble forzati (2) giocando per la prima volta tutte le 16 gare stagionali come titolare.
Nella settimana 16 della stagione 2014, Marks mise a segno il suo sack numero 8,5 in stagione (secondo tra tutti i defensive tackle della NFL e leader dei Jaguars) ai danni di Charlie Whitehurst dei Titans nell'ultimo quarto gioco che assicurò la vittoria alla sua squadra e contemporaneamente fece scattare un bonus di 600.000 dollari per il raggiungimento di tale obiettivo. A fine anno fu inserito al 76º posto nella NFL Top 100, la classifica dei cento migliori giocatori della stagione.

## Statistiche
| Partite totali      | 83   |
| Partite da titolare | 58   |
| Tackle              | 177  |
| Sack                | 15,5 |
| Intercetti          | 0    |

Statistiche aggiornate alla stagione 2014